# آریس (قزاقستان)

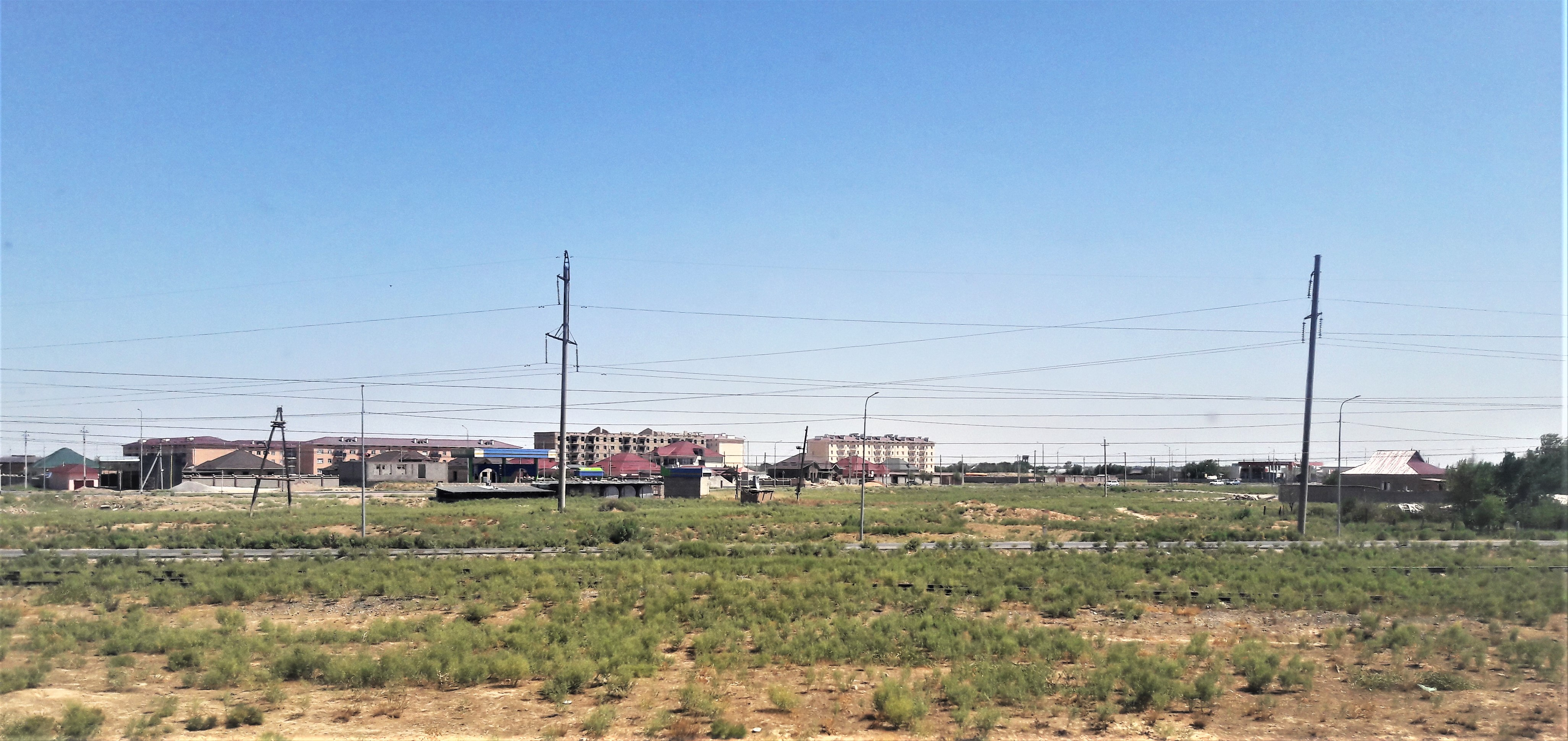
نمایی از آریس، یک شهرک در استان ترکستان، قزاقستان - ۲۰۲۱

آریس (قزاقی: Арыс، ارىس) یک شهرک در قزاقستان است که در استان ترکستان واقع شده‌است. این شهرک ۵۹۲۸۰ نفر جمعیت دارد.